# Jack Alderson
John Thomas Alderson (Crook, Reino Unido, 28 de noviembre de 1891 – Sunderland, Reino Unido, 17 de febrero de 1972) fue un futbolista profesional inglés que jugó como portero, llegando a jugar para la selección de Inglaterra en una ocasión.
Alderson jugó para varios equipos no profesionales antes de incorporarse a las filas del Newcastle, donde vio interrumpida su carrera por el inicio de la Primera Guerra Mundial. Después de la guerra, jugó en el Crystal Palace y en el Sheffield United, clubes en los que llegó a disputar más de 100 partidos.
Asimismo, fue uno de los primeros entrenadores de la historia del FC Barcelona, donde estuvo durante un breve periodo de tiempo entre diciembre de 1912 y enero de 1913.

## Trayectoria

### Primeros años
Jack Alderson inició su carrera en el equipo local de los Crook Juniors, llegando a debutar posteriormente en el primer equipo del Crook Town. Posteriormente jugó para el Shildon Athletic antes de unirse a las filas del Middlesbrough.
Fue jugador-entrenador del FC Barcelona por un breve periodo de tiempo, no llegando a debutar como jugador.
Fue transferido al Newcastle en 1912 por 30 libras, donde jugó un único partido en el que ganaron al Arsenal por 3 a 1 el 25 de enero de 1913.

### Crystal Palace
Con el parón causado por la Primera Guerra Mundial, Alderson fue alistado en el ejército británico mientras permanecía en las filas del Newcastle, aunque jugó varios partidos durante la guerra con el Crystal Palace como invitado. Al finalizar el conflicto, fichó por el Newcastle por 50£. Fue titular habitual en el equipo durante la temporada 1919-20 en la que el Palace finalizó tercero en la Southern Football League. Al final de la temporada, varios equipos de la Southern League fundaron la Football League Third Division, suponiendo el debut de Alderson en la Football League. Fue titular habitual en la temporada de debut del Palace en la que lograron el ascenso, finalizando como campeones de la división.
La temporada siguiente en la Division Two, Alderson cosechó un gran éxito y debutó con Inglaterra el 10 de mayo de 1923, jugando contra Francia en París, partido que finalizaría 4 a 1. En 2005, el año del centenario del Palace, Alderson fue votado el tercer mejor portero de todos los tiempos, siendo batido solo por los jugadores más recientes Nigel Martyn (ganador) y John Jackson (segundo). Alderson fue traspasado al Pontypridd en 1924, habiendo jugado 205 partidos para el Crystal Palace.

### Sheffield United
El Sheffield United, reciente ganador de la FA Cup, buscaba un portero sustituto y se fijaron en  Alderson, quien tenía gran reputación como parador de penaltis. El comité de fútbol (que dirigía el club en aquella época) no estaba completamente convencido y decidió fichar al jugardo únicamente si tenía menos de 30 años. El secretario del club John Nicholson fue el encargado de verificar su edad y el coste del traspaso fue pagado al Crystal Palace. Alderson llegó a  Bramall Lane con la prensa local citándolo como un jugador de 29 años, cuando realmente tenía 34.
A pesar de su rocambolesco traspaso, Alderson triunfó en el Sheffield United, jugando 137 partidos en cuatro años, a pesar de que ser considerado como excéntrico y faltón por sus compañeros, particularmente su gusto por entretener a los asistentes a un partido tocando la tierra sin doblar las rodillas.

### Últimos años
Alderson fichó por el Exeter City en 1929 antes de unirse a sus rivales, el Torquay United. Con  Joe Wright como portero titular y Laurie Millsom como sustituto, Alderson no llegó a debutar en el equipo.
Posteriormente jugó en el Worcester City antes de volver al club de sus inicios, el Crook Town, donde finalizó su carrera.